# Гик
Гик (от на нидерландски: giek букв. – пръчка) – хоризонтално рангоутно дърво, което с единия си край (пета) е подвижно закрепено за долната част на мачтата на ветроходен съд. По гика се разтяга долната шкаторина на косото ветрило (грота, фока или бизана) с помощта на шкота (например, грот-шкота). Също тези въжета се наричат подтяжка на шкотовия ъгъл. Съответно гика получава допълнително име: грот-гик, фок-гик и т.н.
Края на гика, опиращ се в мачтата, се нарича пета, противоположният му край – нок. Петата на гика има обковка, която влиза в шарнир, позволящ на гика да се завърта по страните и нагоре. Често вместо шарнир гика има мустаци на гика, които обхващат мачтата и така го фиксират към мачтата. Шарнирът често се прави подвижен нагоре по релса, за да има възможност да се оправя ветрилото без да се пипа фала, с помощта на галс-подтяжка.
Ако рифовете се захващат, навивайки ветрилото на гика (или в самия гик), то за завъртането на гика се използва машинка наречена патент-риф, монтирана с обковката на петата.
Гика на кораба се снабдява с гик-шкот, с помощта на който ветрилото се поставя под нужния ъгъл към вятъра, гик-топенант, поддържащ гика на необходимото ниво над палубата, подтяжка на гика, препятстваща задирането на нока на гика нагоре при пълни курсове и завал-тали, които се поставят между гика и здравата основа на бака на съда на пълни курсове, особено на курс фордевинд, за да се предотврати самопроизволно прехвърляне на гика на друг халс (галс), което може да доведе до повреждане на такелажа или нещастен случай.
В Уиндсърфинга гик се нарича алуминиевата или тръба от въглеродни влакна, покрита с мек материал, която се съединява с мачтата със специална връзка, разположена на нейния преден край и обхващаща ветрилото от две страни. На задния край се намира шкивния механизъм за навивката на ветрилото по гика посредством шкотовото въженце. Болшинството гикове могат да се регулират по дължина, за да съответстват на различните размери ветрила. С помощта на гика става управлението на дъската чрез ветрилото. Гика на често се нарича и уишбоун.